# Otto von Guericke
Otto von Guericke (Magdeburgo, 20 de novembrojul./ 30 de novembro de 1602greg. – Hamburgo, 11 de maio jul./ 21 de maio de 1686greg.) foi um físico alemão.
Notabilizado pelo estudo do vácuo e da eletrostática. Por volta de 1650, construiu uma máquina que provava os princípios da pneumática, realizou experiências com a pressão pneumática e com o vácuo. Concebeu experiências sobre a propagação do som e a extinção das chamas no vácuo. Em 1654 realizou uma série de experimentos chamados de experiência dos hemisférios de Magdeburgo, onde estudou os efeitos da pressão atmosférica. Otto von Guericke  projetou e construiu a primeira máquina eletrostática, constituída essencialmente de um globo de enxofre que podia ser girado e friccionado com a mão, de onde saltavam centelhas, o que o levou a teorizar a natureza elétrica dos meteoros luminosos, em especial dos relâmpagos.

## Biografia
Otto von Guericke nasceu em 20 de novembro de 1602 na cidade de Magdeburgo e morreu em 11 de maio de 1686 em Hamburgo. Durante trinta anos foi o burgomestre de Magdeburgo.
Otto von Guericke estudou matemática e direito na Universidade de Leiden antes de trabalhar como engenheiro na Alemanha. Aos 25 anos, retornou a Magdeburgo, sua cidade natal, que quatro anos mais tarde seria destruída na Guerra dos Trinta Anos. Conseguiu fugir com a família, mas perderam todos os seus bens.

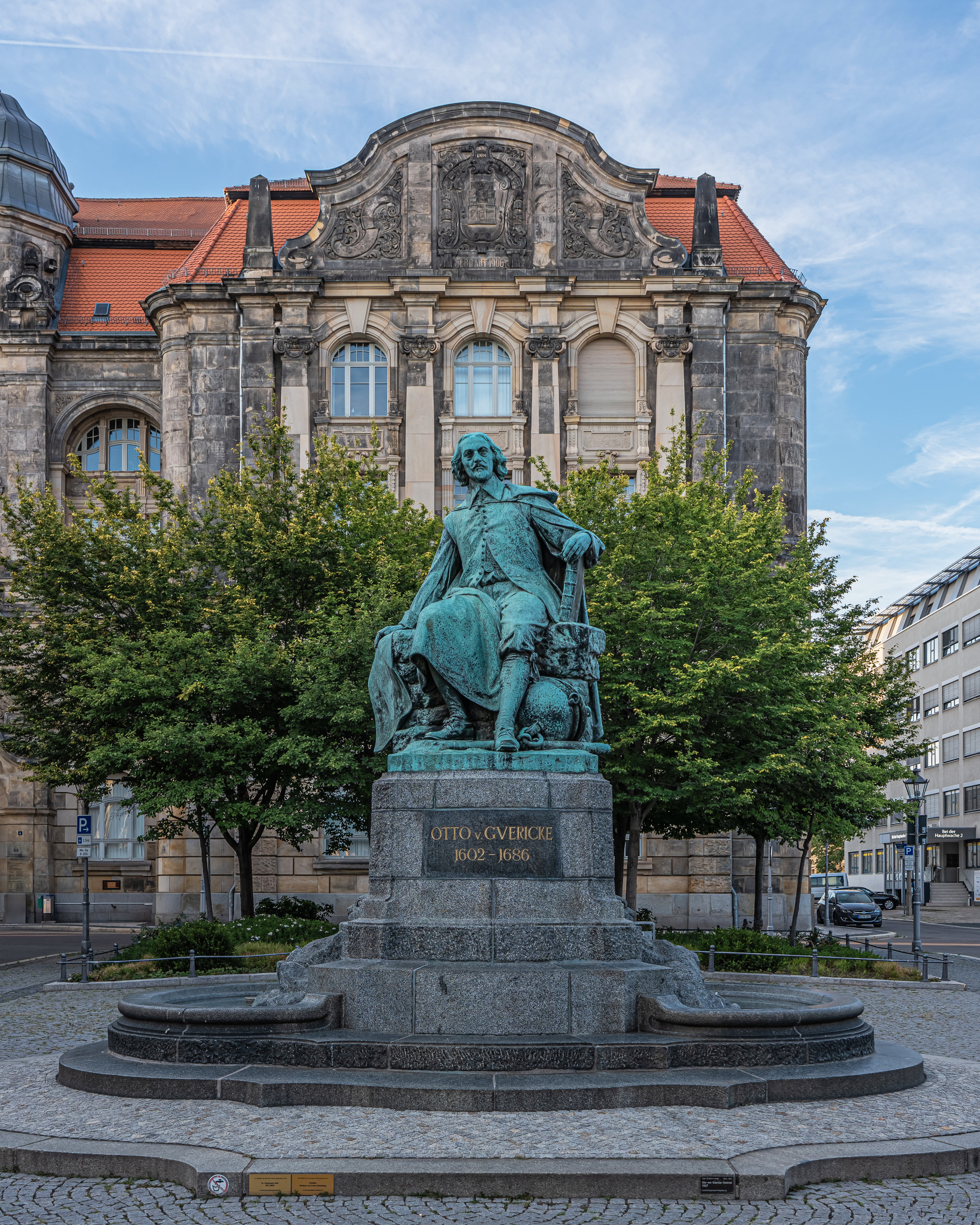
Monumento de Otto von Guerickes em Magdeburgo, do escultor Carl Friedrich Echtermeier

Fez parte então do exército sueco durante algum tempo, até poder voltar a Magdeburgo, que ajudou a reconstruir, trabalhando como engenheiro. Em 1646, tornou-se prefeito da cidade, ocupando esse cargo por 35 anos.
Guericke foi um defensor da ideia de que o vácuo existia. A ideia mais aceita na época era ainda a de Aristóteles, segundo a qual a natureza teria horror ao vácuo, preenchendo imediatamente, a todo custo, qualquer espaço que fosse deixado sem matéria.
Guericke acreditava que as evidências valiam mais que a argumentação teórica e conseguiu criar um experimento para provar sua crença. Em 1650, construiu, com grandes despesas, uma bomba de ar. Esse aparelho, impulsionado por força muscular, consistia basicamente num cilindro dentro do qual corria um êmbolo. Ao ser puxado, o êmbolo rarefazia o ar no interior do cilindro. Não era um vácuo perfeito, mas era o suficiente para que Guericke demonstrasse que nele uma vela não queimava, pequenos animais não sobreviviam e o som de um sino, quando ali produzido, não podia ser ouvido no exterior.
Em outra experiência, mostrou que, devido à pressão do ar externo, o êmbolo era empurrado de volta para o interior do cilindro e nem mesmo o esforço de 50 homens era o suficiente para vencer essa tendência.
Sua experiência mais famosa, porém, foi feita em 1654. Guericke construiu dois hemisférios metálicos que se encaixavam perfeitamente. Ao remover o ar do interior da esfera assim formada, os hemisférios se mantinham unidos, não sendo possível separá-los nem com o esforço de diversos cavalos. (Foi graças aos estudos de Evangelista Torricelli, com os quais teve contato, que Guericke conseguiu relacionar todos esses fenômenos com a pressão exercida pela atmosfera.)
Criou também uma máquina eletrostática, constituída por uma esfera de enxofre que podia ser girada em torno de um eixo enquanto era friccionada com sua mão. O atrito fazia a esfera acumular eletricidade estática, que podia ser descarregada na forma de faíscas. O que o levou a criar esse aparelho foram as pesquisas de Gilbert, feitas em 1672, sobre a eletrização por atrito. 